# تاكويا مياموتو
تاكويا مياموتو (باليابانية: 宮本 卓也) (8 يوليو 1983 في هيروشيما في اليابان – 1 مايو 2022)؛ هو لاعب كرة قدم ياباني سابق كان يلعب كمدافع.

## وصلات خارجية
- تاكويا مياموتو على موقع رابطة كرة القدم اليابانية للمحترفين (اليابانية)
- تاكويا مياموتو على موقع قاعدة بيانات كرة القدم.إي يو (الإنجليزية)
- تاكويا مياموتو على موقع Soccerway.com (الإنجليزية)
- تاكويا مياموتو على موقع عالم كرة القدم.نت (الإنجليزية)